# N-torka
U matematici, n-torka (engl. tuple) je konačan niz (također poznat kao "uređena lista") od n objekata, svaki od kojih je specificiranog tipa. Primjerice, "četvorka" s komponentama OSOBA, DAN, MJESEC i GODINA se može rabiti za bilježenje zapisa da je određena osoba rođena određenog dana određenog mjeseca određene godine. 
N-torke se rabe za opis matematičkih objekata koji se sastoje od specificiranih dijelova. Primjerice, usmjereni graf je definiran kao n-torka (V, E) pri čemu je V skup vrhova (čvorova) i E podskup od V × V koji označuje bridove. Tip prvog objekta jest "skup vrhova" dok je tip drugog "skup bridova".

## Imena n-torki
Naziv "torka" se u hrvatskom jeziku ne rabi, već gotovo isključivo "n-torka" označujući duljinu od n elemenata. 2-torka se zove dvojka ili par, 3-torka je trojka i tako dalje. N može biti bilo koji nenegativni cijeli broj. Primjerice, kompleksni broj može biti predstavljen dvojkom, i kvaternion može biti predstavljen četvorkom. 

## Formalne definicije
Glavna svojstva koja razlikuju n-torku od, na primjer, skupa, su:
1. n-torka može sadržavati objekt više nego jednom, i
2. objekti se mogu pojavljivati u određenom redoslijedu.

Valja uočiti da (1) razlikuje n-torku od uređenog skupa i da (2) razlikuje n-torku od multiskupa. Ovo je često formalizirano dajući sljedeće pravilo za jednakost dvaju n-torki:
(a1, a2, …,an) = (b1, b2, …, bn) ↔ a1 = b1, a2 = b2, …, an = bn.
Budući da je n-torka indeksirana brojevima 1…n (ili 0…n-1), može se shvatiti kao funkcija koja preslikava iz podskupa od ℕ:
(a1, a2, …,an) ≡ fa: ℕn → A: i ↦ ai.
Drugi je način formaliziranja n-torki preslikavanjem u primitivnije konstrukte teorije skupova kao što je uređeni par. Primjerice, n-torka (s n > 2) se može definirati kao uređen par svojeg prvog elementa i (n−1)-torke koja sadrži sve ostale:
(a1, a2, …, an) = (a1, (a2, …, an))
Rabeći uobičajenu definiciju uređenog para teorijom skupova i predstavljajući praznu n-torku (0-torku) praznim skupom, slijedi sljedeća induktivna definicija:
1. 0-torka (tj. prazna n-torka) je predstavljena sa ∅
2. ako je x n-torka tada {{a}, {a, x}} je (n + 1)-torka.

Rabeći ovu definiciju, (1,2,2) bi bilo
(1,(2,(2,∅))) = (1,(2, {{2}, {2, ∅}} )) = (1, {{2}, {2, {{2}, {2, ∅}}}} ) = {{1}, {1, {{2}, {2, {{2}, {2, ∅}}}}}}
Ovdje postoji važna sličnost s Lispom koji je izvorno koristio apstrakciju uređenog para kako bi induktivno stvorio strukture n-torki i listi:
1. istaknuti simbol NIL predstavlja praznu listu;
2. ako je X lista i A proizvoljna vrijednost, tada par (A X) predstavlja listu s glavom (tj. prvim elementom) A i repom (tj. ostatkom liste bez glave) X.

## Uporaba u računarstvu
U računarstvu, n-torka ima tri različita značenja. Tipično u funkcijskim i nekim drugim programskim jezicima, n-torka je podatkovni objekt koji sadrži nekoliko drugih objekata, sličan matematičkoj n-torci. Takav objekt je također poznat kao zapis.

### Programski jezik Eiffel
Programski jezik Eiffel ima ugrađenu podršku za n-torke. Tip
```
  TUPLE [X, Y, Z]
```

ima, kao svoje vrijednosti, n-torke od tri ili više elemenata, od kojih je prvi tipa X, drugi tipa Y i treći tipa Z.
Ovo također može biti napisano rabeći oznake (tag):
```
  TUPLE [oznaka1: X, oznaka2: Y, oznaka3: Z]
```

bez utjecaja na rezultirajući tip. Stvarna n-torka, koja odgovara ovom tipu, je zapisana rabeći uglate zagrade, primjerice
```
   [x1, y1, z1]
```

pri čemu je x1 tipa X itd. Ako je t takva n-torka, njenim se elementima može pristupiti rabeći oznake, npr. t.oznaka1 itd.; kao i postaviti na isti način, npr. t.oznaka2 := y2 što zamjenjuje drugi element, tipa Y, vrijednošću y2. Vrijednosti tipa TUPLE [X, Y, Z] može biti dodijeljena varijabla istog tipa ali također i ona tipa TUPLE [X, Y] ili TUPLE [X], ili samo TUPLE što pokriva sve n-torke. Ovo se može ostvariti zahvaljujući definiciji da TUPLE [X, Y], primjerice, pokriva nizove od barem (mjesto točno) dva elementa, za prva dva od dana tipa. Tipovi n-torki se dobro uklapaju u objektno orijentirani kontekst, gdje štede pisanje u klasu u slučaju gdje je sve što je potrebno jest jednostavni niz vrijednosti s pridruženim mehanizmima dohvata i postavljanja za svako polje.

### Programski jezik C++
U programskom jeziku C++ 11 podržan je tuple.
```
#include
 
<tuple>

#include
 
<iostream>

#include
 
<string>

 

int
 
main
()

{

    
// izradi novi 'tuple' s tri komponente (decimalni broj 3.8, znak A, niz znakova "Lisa Simpson")

    
auto
 
student0
 
=
 
std
::
make_tuple
(
3.8
,
 
'A'
,
 
"Lisa Simpson"
);

    
std
::
cout
 
<<
 
"ID: 0, "

              
// ispisi 0. clan student0

              
<<
 
"GPA: "
 
<<
 
std
::
get
<
0
>
(
student0
)
 
<<
 
", "

              
// ispisi 1. clan student0

              
<<
 
"grade: "
 
<<
 
std
::
get
<
1
>
(
student0
)
 
<<
 
", "

              
// ispisi 2. clan student0

              
<<
 
"name: "
 
<<
 
std
::
get
<
2
>
(
student0
)
 
<<
 
'\n'
;

 

    
double
 
gpa1
;

    
char
 
grade1
;

    
std
::
string
 
name1
;

    
// izradi 'tuple' s tri komponente (decimalni broj 2.9, znak C, niz znakova "Milhouse Van Houten")

    
// zatim raspodijeli komponente po varijablama gpa1 (tipa decimalni broj), grade1 (tipa znak) te name1 (tipa niz znakova)

    
std
::
tie
(
gpa1
,
 
grade1
,
 
name1
)
 
=
 
std
::
make_tuple
(
2.9
,
 
'C'
,
 
"Milhouse Van Houten"
);

    
std
::
cout
 
<<
 
"ID: 1, "

              
// ispisi vrijednost varijable gpa1

              
<<
 
"GPA: "
 
<<
 
gpa1
 
<<
 
", "

              
// ispisi vrijednost varijable grade1

              
<<
 
"grade: "
 
<<
 
grade1
 
<<
 
", "

              
// ispisi vrijednost varijable name1

              
<<
 
"name: "
 
<<
 
name1
 
<<
 
'\n'
;

}

```

### Modeliranje informacija
S inherentnim svojstvima para Ime/Vrijednost, skupa sa strukturiranom i uređenom naravi, naziv 'n-torka' se prirodno proširuje za porabu u modeliranju informacija i definiciji baza podataka.
Primjerice, XML n-torke predstavljaju strukture n-torki Ime/Vrijednost.
Slijedi primjer XML n-torke:
```
   
<ime>
Vrijednost
</ime>

```

### Imena polja
U nekim jezicima, napose u teoriji baza podataka, n-torka je definirana kao konačna funkcija koja preslikava imena polja u određene vrijednosti. Svrha joj je ista kao u matematici, da indicira da se određeni entitet ili objekt sastoji od određenih dijelova i/ili ima određena svojstva, s tim da su ovdje ti dijelovi identificirani jedinstvenim imenom polja a ne pozicijom, što često vodi ka prijemčivijoj notaciji. Općenit naziv za ovakav konstrukt jest asocijativni niz - drugi programski jezici imaju druga imena za ovaj koncept.
Mali primjer n-torke bi bio:
( igrač : "Ivan", bodovi : 25 )
što predstavlja funkciju koja preslikava ime polja "igrač" u string "Ivan" i ime polja "bodovi" u broj 25. Valja uočiti da je redoslijed dijelova n-torke nebitan, te da stoga može biti napisana kao:
( bodovi : 25, igrač : "Ivan" )
U relacijskom su modelu takve n-torke obično korištene za predstavljanje jednog iskaza - u ovom slučaju postoji jedan igrač imena "Ivan" i bodova "25".
U programskim su jezicima n-torke korištene za oblikovanje podatkovnih struktura. Primjerice, sljedeće bi mogla biti struktura koja predstavlja čvor u dvostruko vezanoj listi:
( vrijednost : 16, prethodni-čvor : 1174782, sljedeći-čvor : 1174791 )

## Vanjske poveznice
- Prefiksi i riječi zasnovane na latinskim imenima brojeva (engl.)